# وليام تونكيديك
غيوم دي تونكيديك ، أو غيوم دي كوينغو دي تونكيديك، ولد يوم 18 اكتوبر 1966
باريس ، هو ممثل فرنسي .

## المذكرات و المراجع
1. ↑  GeneaStar | Guillaume De Tonquedec، QID:Q98769076